# Herman Leidelmeijer

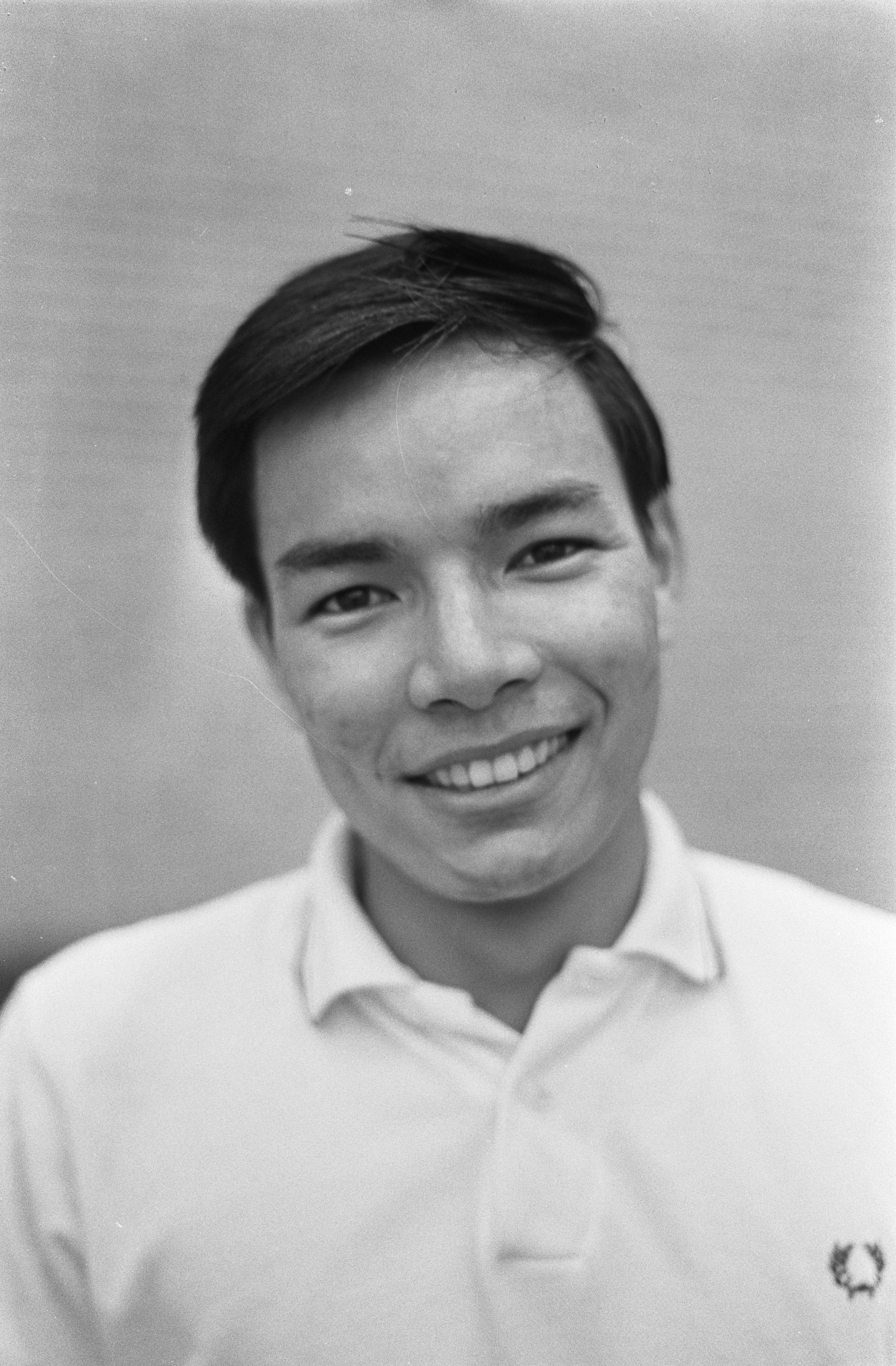
Herman Leidelmeijer 1968

Herman Leidelmeijer (* um 1946) ist ein niederländischer Badmintonspieler. 

## Karriere
Herman Leidelmeijer siegte schon als Junior 1964 erstmals bei den nationalen Titelkämpfen der Erwachsenen in den Niederlanden. 14 weitere Titelgewinne folgten bis 1981. 1968 gewann er die French Open, 1979 die Hungarian International. 1980 nahm er an den Weltmeisterschaften teil und wurde dort Neunter im Doppel.

## Sportliche Erfolge
| Saison | Veranstaltung                                   | Disziplin    | Platz | Name                                     |
| ------ | ----------------------------------------------- | ------------ | ----- | ---------------------------------------- |
| 1964   | Niederlande: Einzelmeisterschaften              | Herreneinzel | 1     | Herman Leidelmeijer                      |
| 1965   | Niederlande: Einzelmeisterschaften              | Herreneinzel | 1     | Herman Leidelmeijer                      |
| 1965   | Niederlande: Einzelmeisterschaften der Junioren | Herreneinzel | 1     | Herman Leidelmeier                       |
| 1966   | Niederlande: Einzelmeisterschaften              | Herrendoppel | 1     | Herman Leidelmeijer / Leo Kountul        |
| 1967   | Niederlande: Einzelmeisterschaften              | Herrendoppel | 1     | Herman Leidelmeijer / Leo Kountul        |
| 1967   | Niederlande: Einzelmeisterschaften              | Herreneinzel | 1     | Herman Leidelmeijer                      |
| 1968   | French Open                                     | Mixed        | 1     | Herman Leidelmeijer / Lily ter Metz      |
| 1968   | Niederlande: Einzelmeisterschaften              | Herrendoppel | 1     | Herman Leidelmeijer / Leo Kountul        |
| 1968   | Niederlande: Einzelmeisterschaften              | Herreneinzel | 1     | Herman Leidelmeijer                      |
| 1968   | Niederlande: Einzelmeisterschaften              | Mixed        | 1     | Herman Leidelmeijer / Lily ter Metz      |
| 1969   | Niederlande: Einzelmeisterschaften              | Mixed        | 1     | Herman Leidelmeijer / Lily ter Metz      |
| 1969   | Niederlande: Einzelmeisterschaften              | Herreneinzel | 1     | Herman Leidelmeijer                      |
| 1971   | Niederlande: Einzelmeisterschaften              | Herrendoppel | 1     | Herman Leidelmeijer / Piet Ridder        |
| 1972   | Niederlande: Einzelmeisterschaften              | Herrendoppel | 1     | Herman Leidelmeijer / Piet Ridder        |
| 1979   | Niederlande: Einzelmeisterschaften              | Herrendoppel | 1     | Herman Leidelmeijer / Guus van der Vlugt |
| 1979   | Hungarian International                         | Mixed        | 1     | Herman Leidelmeijer / Hanke de Kort      |
| 1980   | Weltmeisterschaft                               | Herrendoppel | 9     | Rob Ridder / Herman Leidelmeijer         |
| 1980   | Niederlande: Einzelmeisterschaften              | Herrendoppel | 1     | Herman Leidelmeijer / Rob Ridder         |
| 1981   | Niederlande: Einzelmeisterschaften              | Herrendoppel | 1     | Herman Leidelmeijer / Rob Ridder         |